# 11e Panzerdivision
La 11e Panzerdivision, surnommée la Gespensterdivision (« Division fantôme »), était une division blindée de la Wehrmacht durant la Seconde Guerre mondiale. Elle a été créée le 1er août 1940.

## Emblèmes divisionnaires

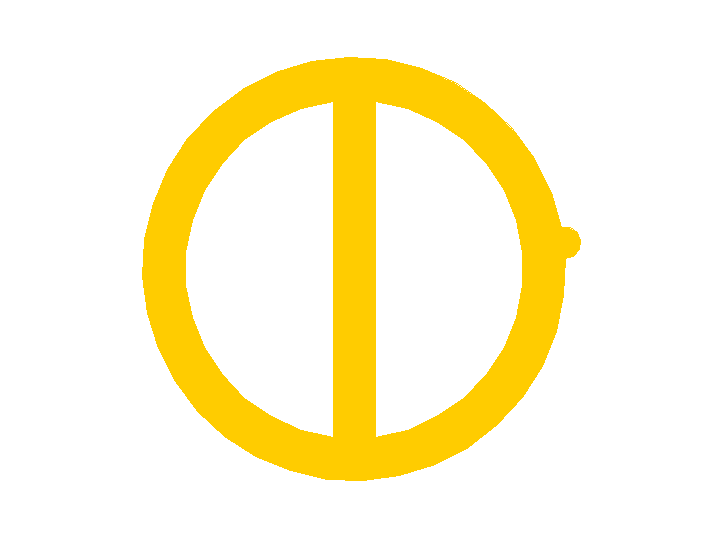
Emblème de la division
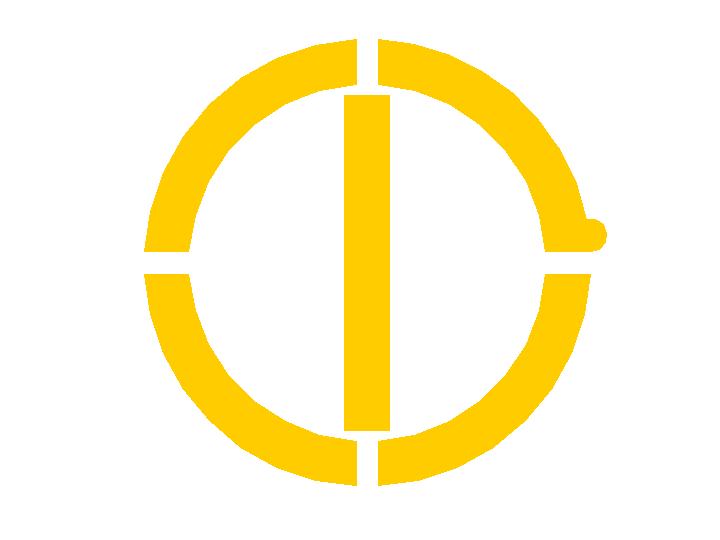
Variante
Insigne
Insigne
Insigne

## Organisation
La division est constituée à partir de la 11e Schützenbrigade (brigade de chasseurs), qui a fourni la composante d’infanterie motorisée, tandis que le 15e Panzer-Regiment était transféré de la 5e Panzerdivision pour former le noyau blindé de la nouvelle unité.
Des bataillons de motocyclistes, de reconnaissance et de chasseurs de chars provenant de la  231e division d’infanterie lui sont affectés.
Des unités de transmissions de la 311e division d’infanterie, une unité de génie de la 209e division d’infanterie et un bataillon de chasseurs d'un régiment de la 4e division d’infanterie sont venus étoffer les effectifs de la division.

## Commandants
| Début           | Fin             | Grade                     | Nom                                                 |
| --------------- | --------------- | ------------------------- | --------------------------------------------------- |
| 1er août 1940   | 24 août 1941    | General der Panzertruppen | Ludwig Crüwell                                      |
| 15 août 1941    | 24 août 1941    | Generalleutnant           | Günther Angern                                      |
| 24 août 1941    | 20 octobre 1941 | General der Panzertruppen | Hans-Karl Freiherr von Esebeck                      |
| 20 octobre 1941 | 16 mai 1942     | Generalleutnant           | Walter Scheller                                     |
| 16 mai 1942     | 4 mars 1943     | General der Panzertruppen | Hermann Balck                                       |
| 4 mars 1943     | 15 mai 1943     | General der Infanterie    | Dietrich von Choltitz                               |
| 15 mai 1943     | 10 août 1943    | Generalleutnant           | Johann Mickl                                        |
| 10 août 1943    | 10 avril 1945   | Generalleutnant           | Wend von Wietersheim                                |
| 10 avril 1945   | -               | Generalmajor              | Horst Freiherr Treusch und Buttlar-Brandenfels (en) |

## Ordre de batailles

### Juin 1941
- 33.Panzer-Regiment
- 11.Schützen-Brigade
- 61.Kradschützen-Bataillon
- 61.Panzerjäger-Abteilung
- 231.Aufklärungs-Abteilung
- 119.Artillerie Regiment
- 85.Nachrichten-Bataillon
- 86.Pionier-Bataillon
- 71.Flak-Battalion
- 2/21.Panzer Luftwaffe Oberservation Staffel

### Juillet 1943
- 15.Panzer-Regiment
- 111.Panzergrenadier-Regiment
- 110.Panzergrenadier-Regiment
- 4.Panzergrenadier-Regiment
- 61.Panzerjäger-Abteilung
- 11.Aufklärungs-Abteilung
- 76.Panzer-Artillerie-Regiment
- 277.Heeres-Flak-Bataillon
- 209.Panzer-Pioneer-Bataillon
- 89.Panzer-Nachrichten-Bataillon
- 61.Feldersatz-Battalion

### Mars 1945
Après les pertes qu'elle a subies lors de la bataille des Ardennes, la division ne comptent plus que 4 000 hommes et seulement une trentaine de chars de combat, stationnés près de Dusseldorf.

## Théâtres d'opérations
- Avril 1941
  - Invasion de la Yougoslavie
  - Bataille de Grèce
- Juin 1941
  - À la veille de l'opération Barbarossa, la 11e Panzerdivision avait une force totale de 143 blindés :
    - 44 PzKpfw II ;
    - 24 PzKpfw III (37 mm) ;
    - 47 PzKpfw III (50 mm) ;
    - 20 PzKpfw IV ;
    - 8 PzBef (chars de commandement).

  - Opération Barbarossa
  - Bataille de Moscou
- Juin 1942
  - Participe à l'opération Fall Blau au sein de la 4. Panzerarmee.
- Hiver 1942-1943
  - Participe aux combats défensifs sur la Tchir puis dans la région de Rostov et enfin sur Donetz lors de la contre-offensive d'hiver soviétique.
  - Troisième bataille de Kharkov
- Juillet 1943
  - Bataille de Koursk
- Juin 1944

En réserve générale, la 11e Panzer, reconstituée au moyen de recrues italiennes, yougoslaves, polonaises, etc., est entraînée en Aquitaine jusqu'au début juillet.
- Août-septembre 1944

Après le débarquement de Provence, la mission de la 11e Panzer rameutée dans la région d'Avignon est de couvrir les unités à pied et à cheval de la XIXe Armée allemande qui bat en retraite en remontant la vallée du Rhône. À compter du 20 août 1944, elle se heurte au 6e corps d'armée américain et à l'armée française du général de Lattre. Pendant cette période, la 11e Panzer mène des combats contre la Résistance française, notamment à Mouleydier en Dordogne.
- Bataille de Montélimar
- Bataille de la Coucourde
- Bataille de Livron sur Drôme
- Bataille de Meximieux
- Bataille de Montrevel-en-Bresse
- Bataille d'Arracourt
- Bataille de Juvelize
- Bataille du Lomont en Franche-Comté
- Libération de Nancy
- Décembre 1944
- Bataille des Ardennes

## Crimes de guerre
Voir Discussion:11e Panzerdivision
Une colonne de la 11e Panzerdivision est accusée d'avoir perpétré un crime de guerre à l'encontre de six hommes, arrêtés puis fusillés dans le village de Montferrier-sur-Lez le 24 août 1944 :

« Le 24 août 1944, vers 16 h, un long convoi de véhicules blindés légers traverse le village. Descendu du Limousin, passé par l'Aveyron, il emprunte les routes secondaires, sous couvert des platanes, pour se protéger des attaques incessantes de la chasse alliée. Cette colonne allemande appartenait à la 11e division de panzers faisant partie de la 19e armée sous les ordres du général Wiese.

Vers 18 h, route de Mende, les soldats de tête arrêtent cinq cyclistes et un camion venant de la distillerie. Comme beaucoup d'autres, ces hommes vont devenir des victimes innocentes de la folie guerrière. Alors qu'ils ne demandaient qu'à rentrer chez eux, tout près de là. Ils n'ont évidemment rien à se reprocher, si ce n'est d'être là où il ne faut pas, au mauvais moment.

Durant deux heures, ces patriotes sont humiliés, demeurent aux mains des Allemands mais espèrent qu'ils auront la vie sauve. Hélas, à l'heure où les villes du Sud sont libérées les unes après les autres, les Allemands en fuite continuent de faire des exemples çà et là. Sans raison.

Vers 20 h, les six otages sont froidement exécutés. Cette scène effroyable se déroule au bord de la route, à hauteur du carrefour de Fescau, contre le mur du bâtiment situé en face de l'actuelle boulangerie. Jean Coste, de Montferrier, avait 44 ans ; René Guérin, de Saint-Christol, 36 ans ; Pierre Sutra, de Montpellier, 39 ans ; André Thibal, de Castelnau, 38 ans ; Louis Long, de Montpellier, 33 ans. Le dénommé Charbonnel, lui, avait 37 ans. »

— Six innocentes victimes
Les combats de Montélimar mettront à rude épreuve ce rassemblement hétéroclite « d’éléments étrangers (Russes, Ukrainiens, Cosaques, Italiens, Polonais, …) ». La bataille des Ardennes achèvera de détruire cette division blindée.